# 小花牡荊
小花牡荊，又稱為莫拉菲樹，生長於印尼、馬來西亞與菲律賓一帶。「莫拉菲」（molave）一詞來自於他加祿語 mulawin 的西班牙語音譯。
小花牡荊在菲律賓曾廣泛被作為家具、船隻、廚具及建材之用，但因為濫伐與棲地流失，現已被菲律賓政府列為當地的瀕危物種。